# 白山神社 (練馬区)
白山神社（はくさんじんじゃ）は、東京都練馬区にある神社である。境内には稲荷神社、三峯神社が存在する。地名を冠して練馬白山神社（ねりまはくさんじんじゃ）とも称される。

## 歴史
- 8世紀半ばごろ、武蔵国に乗潴駅が所在（10世紀初頭には消滅）し、その所在には練馬区練馬説と、杉並区天沼説がある。練馬区練馬説における、乗潴駅の所在地は、本神社付近であると推定されている。
- 平安時代 - 創建。
- 1281年（弘安4年）- この年の板碑が、神社周辺から出土。当時、神社周辺に集落が発達していたと考えられている。
- 1797年（寛政9年） - 境内の鳥居を建立。
- 1806年（文化3年） - 水盤を造立。
- 1818年（文政元年） - 狛犬を造立[1]。
- 1832年（天保3年） - 灯籠を造立[1]。
- 1882年（明治15年） - 神輿（台座:3尺5寸）を製造。

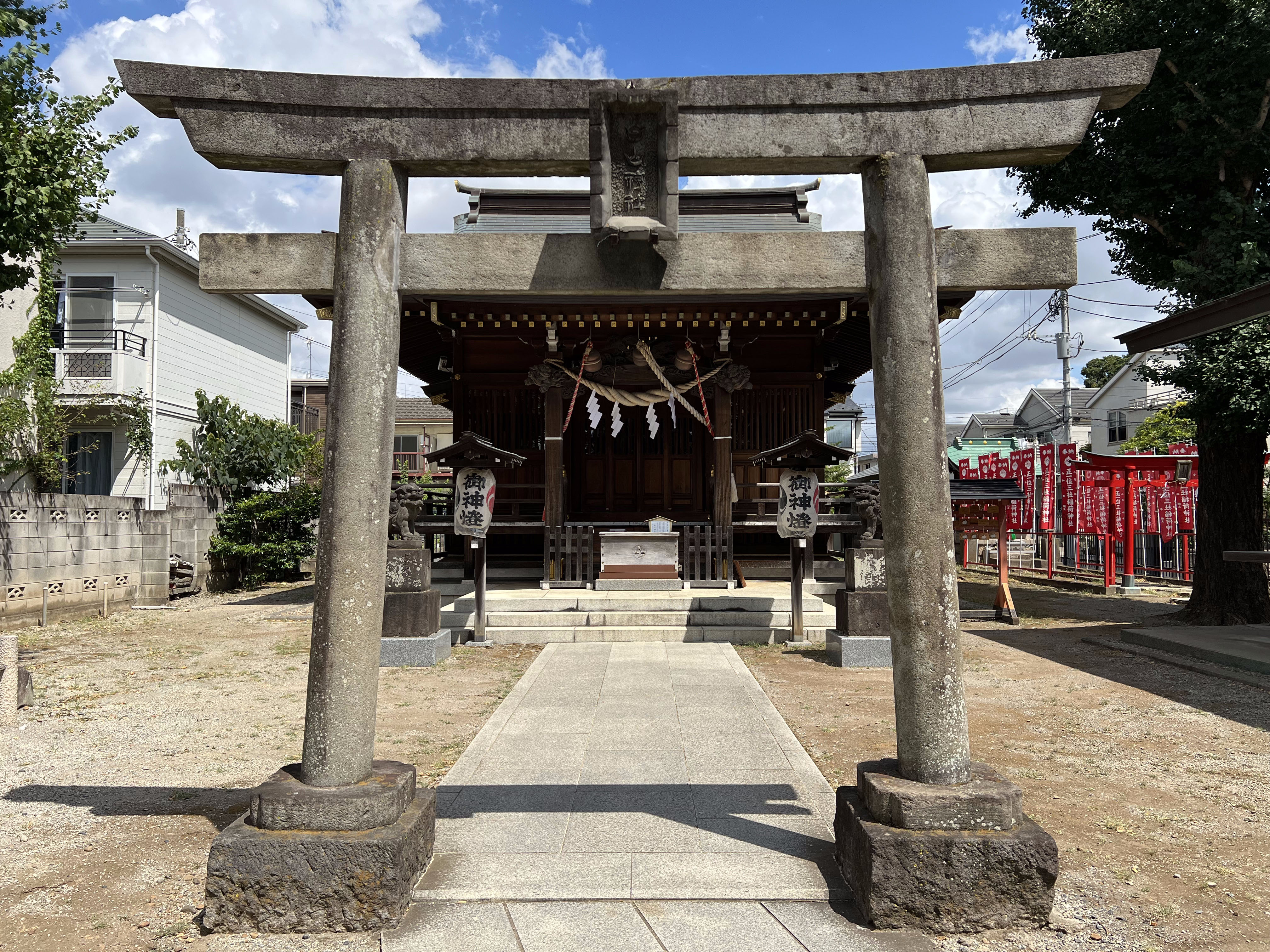
鳥居（二の鳥居）
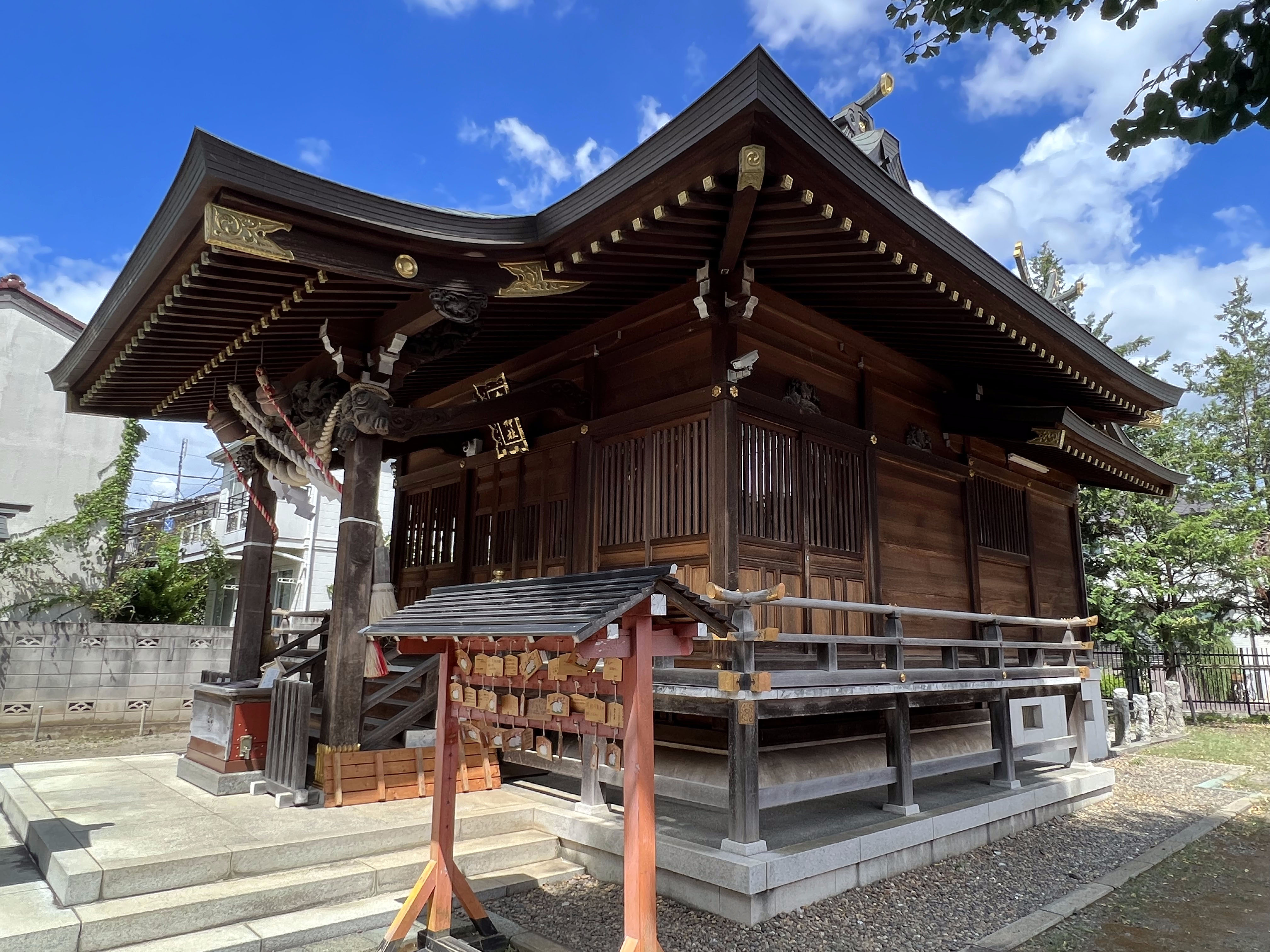
拝殿

## 文化財
練馬白山神社の大ケヤキ
境内にあるケヤキの大木は国の天然記念物に指定されている。2本のケヤキとして有名だが、1本は枯れて2016年3月に撤去された。
白山神社囃子
練馬区登録無形民俗文化財（2004年（平成16年）登録）。大祭などで演奏される、相模流で中間（ちゅうま）の祭囃子で、江戸の里神楽の曲調を伝えている。元々は、毎年の例祭に奉納された神楽囃子であったが、太平洋戦争などで消滅。現在の保持団体である、白山神社囃子連が、1974年（昭和49年）に再興。付随芸能に寿獅子がある。

## 交通
- 西武池袋線練馬駅から徒歩8分
- 西武豊島線・都営地下鉄大江戸線豊島園駅から徒歩5分

## 関連文献
- 「下練馬村 白山社」『新編武蔵風土記稿』 巻ノ13豊島郡ノ5、内務省地理局、1884年6月。NDLJP:763977/49。